# Гектор Хаммонд
Об электрооргане см. Орган Хаммонда.
Ге́ктор Ха́ммонд (англ. Hector Hammond) — суперзлодей вселенной DC Comics, главный враг Зелёных Фонарей. Впервые появился в Green Lantern (vol. 2) # 5 в марте 1961 года. В отличие от многих злодеев комиксов, Хаммонд использует настоящее имя, а не псевдоним.

## Биография
Хаммонд был мелким преступником, скрывающимся от правосудия, и, будучи в бегах, обнаружил в лесах фрагменты метеорита. Заметив, что фрагменты метеорита заставляют растущие вблизи него растения развиваться гораздо быстрее, Хаммонд похищает четверых учёных для того, чтобы они изучили свойства метеорита. Излучение заставляет их интеллект развиваться, но полностью подавляет силу воли, что помогло Хаммонду заставить их сделать множество изобретений, которые он использовал ради получения прибыли.
Хаммонд становится известным из-за приобретённого им богатства. Зелёный Фонарь Хэл Джордан просит своего друга, механика Томаса Калмаку, взять на себя роль Зелёного Фонаря в то время, как Хэл разузнает побольше о Гекторе Хаммонде. Джордан делает дубликат кольца силы и костюма для Калмаку, чтобы обмануть Хаммонда. Не зная об этом, Хаммонд похищает Калмаку, превращает его в обезьяну и крадёт его кольцо. Джордан затевает сражение с Хаммондом, но ему удается победить только, когда заканчивается заряд его кольца, что позволило Джордану захватить его, освободить Калмаку и пленных учёных.
Гектор Хаммонд возвращается в номере Justice League of America #14 в сентябре 1962 года, когда ему удалось сбежать из тюрьмы и сознательно подвергнуть себя влиянию излучения метеорита. В результате этого его мозг вырос до огромных размеров, что дало ему некоторые суперспособности, а также долголетие. Но из-за побочных эффектов его тело парализовало, он потерял возможность говорить, но мог контролировать и управлять умами других людей.
Кроме Хэла Джордана, Гектор Хаммонд встречался в бою с Аланом Скоттом и Кайлом Райнером.

## Вне комиксов

Питер Сарсгаард в роли Гектора Хаммонда в фильме «Зелёный Фонарь»

Актёр Питер Сарсгаард сыграл роль Гектора Хаммонда в полнометражном фильме режиссёра Мартина Кэмпбелла «Зелёный Фонарь», релиз которого состоялся 17 июня 2011 года.
По сценарию, Хаммонд — основной злодей фильма, сын бывшего астронавта, а ныне сенатора Роберта Хаммонда (Тим Роббинс), который получил работу в Правительственной Исследовательской Компании, в рамках работы на которую исследует тело умершего Абин Сура и подвергается воздействию Параллакса, часть которого была в Суре. После этого его мозг начал усиленно расти, в результате чего он получил способности к телекинезу, телепатии и др. После неудачной попытки завладеть зеленым кольцом был целиком поглощен Параллаксом.